# Макдауэлл, Джон Генри
Джон Генри Макдауэлл (англ. John Henry McDowell, род. 7 марта 1942, Боксбург, ЮАР) — южноафриканский философ. Профессор Питтсбургского университета, член Американской академии искусств и наук (1992) и Британской академии (1983). Лауреат премии Фонда Меллона (2010).

## Биография
Окончил Зимбабвийский университет (тогда колледж; бакалавр искусств, 1962), затем был Родесовским стипендиатом в Нью-колледже в 1963 году. В Оксфорде получил степени бакалавра (1965) и магистра искусств (1969).
С 1986 года профессор философии в Питтсбурге, с 1988 года университетский профессор философии на кафедре философии. До того в 1966—1986 г. преподавал в Университетском колледже Оксфорда, а с 1988 года стал его почётным членом. Был приглашённым профессором философии в Индии в 1983 году.
Его основными интересами являются древнегреческая философия, философия языка и философия сознания, метафизика, эпистемология, этика.
Удостоен почётной степени от Чикагского университета в 2008 году.
Женат, детей нет.

## Работы и идеи
1. Perceptual conceptualism[2]
2. Identity theory of truth,
3. Naturalized Platonism,
4. Moral particularism,